# بهمن کشاورز
بهمن کشاورز (۲۱ شهریور ۱۳۲۳ – ۳ اردیبهشت ۱۳۹۸) حقوق‌دان، وکیل دادگستری و رئیس پیشین اتحادیه سراسری کانون‌های وکلای دادگستری ایران بود.

## زندگی
بهمن کشاورز در شهریورماه ۱۳۲۳ در شهر تهران زاده شد. پدرش کریم کشاورز، نویسنده، مترجم و داستان‌نویس ایرانی بود. مادرش، فرخنده نویدی کسمایی، در انجمن پیک نسوان رشت فعالیت می کرد و از اولین زنانی بود که در گروه تئاتر این انجمن به بازیگری روی آورد.

## سوابق تحصیلی و حرفه‌ای
- دیپلم ادبی از مدرسه دارلفنون (۱۳۴۳)[۶]
- کارشناسی حقوق قضایی از دانشگاه تهران (۱۳۴۷)
- کارشناسی ارشد حقوق جزا و جرم‌شناسی از (ملّی سابق) (۱۳۵۶)
- کارشناسی ارشد حقوق خصوصی از دانشگاه شهید بهشتی (۱۳۶۸)[۷]

او یکی از بنیانگذاران اتحادیه سراسری کانون‌های وکلای دادگستری ایران بود و پنج دوره ریاست آنرا برعهده داشت. به مدت سه دوره عضو هیئت مدیره کانون وکلای دادگستری مرکز بود و در ۲۲ فروردین ۱۳۸۵ به عنوان رئیس کانون وکلای دادگستری مرکز (تهران) در دوره بیست و چهارم هیئت مدیره این کانون انتخاب شد.
بهمن کشاورز به دلیل وکالت غلامحسین کرباسچی در دادگاه، و همچنین به دلیل پیگیری‌هایش در امور صنفی وکلا و یادداشت‌های حقوقی آگاهی بخش، در رسانه‌های ایران شناخته می‌شد.
از دیگر پرونده‌های او، وکالت عبدالفتاح سلطانی، وکیل پایه یک دادگستری، بود که در جریان انتخابات ریاست جمهوری ایران در سال ۱۳۸۸، دستگیر و زندانی شد.
او تیرماه ۱۳۹۴ در جریان مذاکرات هسته‌ای جمهوری اسلامی گفته بود: «اگر نظامی بودم، در حالت خبردار به تیم هسته‌ای کشورم سلام نظامی می‌دادم.»

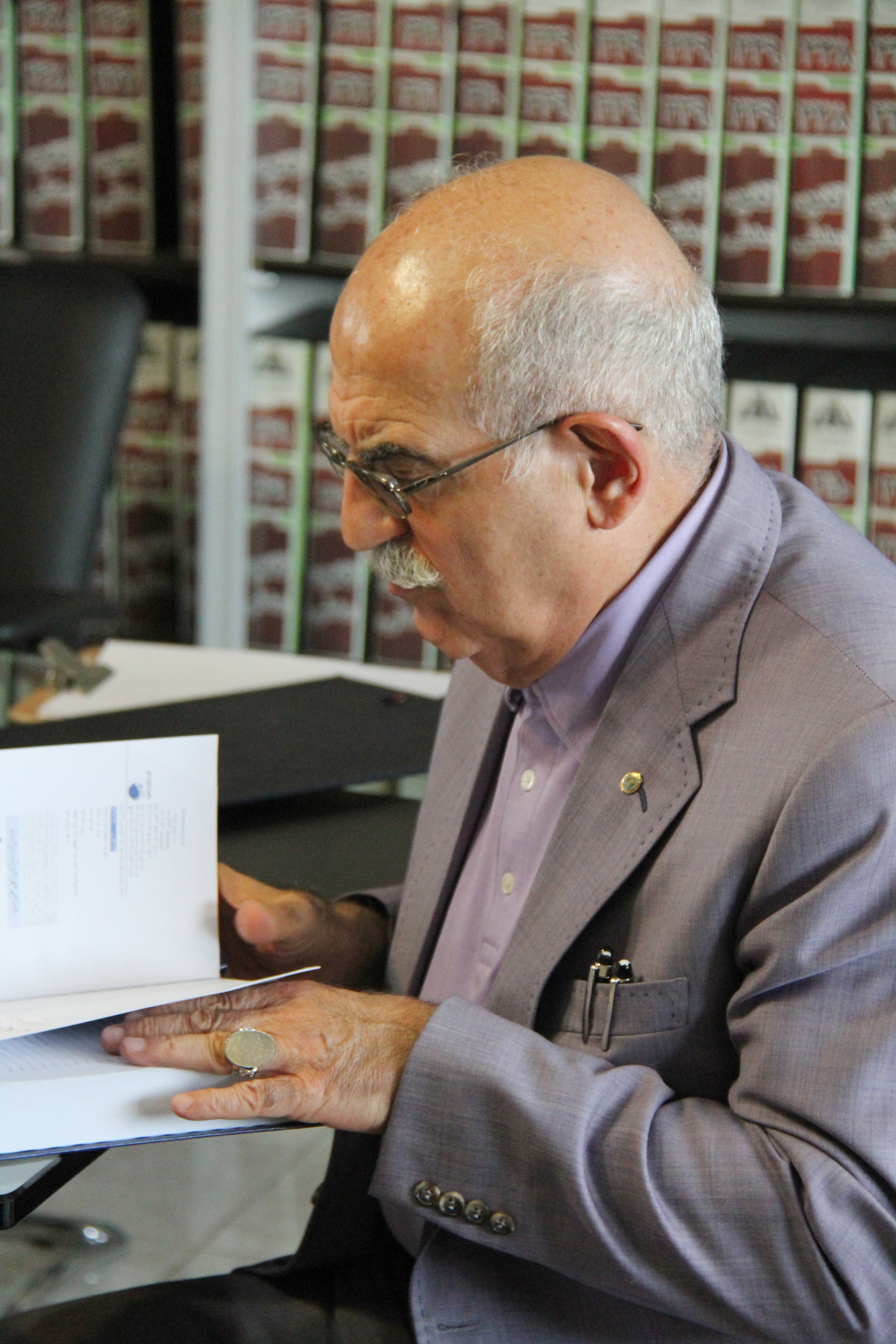
بهمن کشاورز در پژوهشکده حقوق و قانون ایران

## آثار
- آیین تنظیم قراردادها[۱۳][۱۴]
- آیین نگارش حقوقی و کلیات عملی علم حقوق[۱۵]
- سرقفلی و حق کسب و پیشه و تجارت در حقوق ایران و فقه اسلام[۱۶]
- بررسی تحلیلی قانون جدید روابط موجر و مستأجر[۱۷]
- هنر دفاع در دادگاه استراتژی و تاکتیک[۱۸]
- فرهنگ حقوقی انگلیسی به فارسی[۱۹]
- آداب و شگردهای وکالت در دادگستری[۲۰]
- وکیل دادگستری و اخلاق حرفه‌ای[۲۱]
- متن محشای قانون و آیین‌نامه 'اصلاح قانون تشکیل دادگاه‌های عمومی[۲۲]
- آسیب‌شناسی وکالت دعاوی[۲۳]
- قضا و مزاح ناشر:کشاورز[۲۴]
- دفاع و استدلال شفاهی در دادگاه[۲۵]
- تحولات نود ساله وکالت دادگستری در ایران[۲۶]

## درگذشت
بهمن کشاورز در تاریخ ۳ اردیبهشت ۱۳۹۸ بر اثر ایست قلبی در بیمارستان مهراد تهران درگذشت.

## نامگذاری خیابان
در شهریورماه سال ۱۳۹۹ خیابان هفتم خالد اسلامبولی واقع در منطقه ۶ تهران به نام او بعنوان پیشکسوت عرصه حقوق ایران نامگذاری شد.

## بنیاد حقوقی و انتشارات کشاورز
بنیادی حقوقی به نام بهمن کشاورز برای گرامیداشت تلاش‌های پنجاه ساله او در شهریور ۱۳۹۸ تأسیس شد و مهرماه ۱۳۹۸، همایشی با عنوان همایشی با عنوان اخلاق و حقوق به مناسبت تأسیس این بنیاد در دانشکده حقوق و علوم سیاسی دانشگاه تهران برگزار شد. در این همایش رئیس اسکودا، رئیس کانون وکلای دادگستری مرکز و دیگران سخنرانی کردند.
بهمن کشاورز، ریاست انتشارات کشاورز را نیز عهده‌دار بود.